# Alto Comisariado de Canadá en el Reino Unido
La Alta Comisión de Canadá en el Reino Unido (en francés: Haut-commissariat du Canada au Royaume-Uni ) es la misión diplomática de Canadá en el Reino Unido. Actualmente se encuentra en Canada House en Trafalgar Square en el centro de Londres, con un Centro de Servicio Regional adicional en 3 Furzeground Way en Stockley Park, Uxbridge. Además, el Gobierno de Quebec mantiene una oficina de representación en 59 Pall Mall. 

## Historia
La alta comisión canadiense en Londres es el puesto diplomático más antiguo de Canadá, ya que se estableció en 1880. Canada House, en Trafalgar Square, se convirtió en el sitio de la misión en 1923. En 1962, Canadá también adquirió la antigua Embajada de Estados Unidos en 1, Grosvenor Square en el distrito de Mayfair de Londres, y pasó a llamarse Macdonald House. Macdonald House fue la residencia oficial del Alto Comisionado de Canadá hasta que el edificio fue desocupado a mediados de diciembre de 2014, después de haber sido vendido para remodelación.
La presencia de Canadá en Londres se remonta a 1869, cuando Sir John Rose, primer baronet fue nombrado representante informal de Canadá en Gran Bretaña. Este fue el primer puesto diplomático canadiense y el primero de cualquier colonia británica a la patria. Dado que Canadá no tenía un Ministerio de Relaciones Exteriores, Rose actuó como representante personal del primer ministro de Canadá, Sir John A. Macdonald. El puesto de Rose se mantuvo a pesar de un cambio de gobierno en Canadá, y su puesto recibió el título de «Comisionado Financiero del Dominio de Canadá». Además, en 1874, el gobierno del primer ministro Alexander Mackenzie nombró a Edward Jenkins como Agente General de Canadá en Londres. Jenkins, miembro del Parlamento del Partido Liberal Británico en la Cámara de los Comunes del Reino Unido, se había criado en Quebec. Sus deberes en ese papel fueron aclarados a la Cámara de los Comunes de Canadá en mayo de 1874 por el primer ministro canadiense Alexander Mackenzie, quien dijo que Jenkins tendría vigilancia del negocio de la emigración canadiense en Londres y ocasionalmente se le pedía que se ocupara de otros asuntos de carácter confidencial. naturaleza. Además, se «esperaría que preste un poco de atención a los caballeros canadienses que residen en Londres». Jenkins ocupó el cargo durante dos años. Mackenzie luego nombró al ex primer ministro de Nueva Escocia, William Annand, como agente general en 1876; ocupó el cargo hasta que el gobierno de Mackenzie fue derrotado.
Cuando Macdonald regresó al poder en 1878, quiso elevar el cargo de Comisionado Financiero a «ministro residente», pero Gran Bretaña lo rechazó y ofreció el título de alto comisionado. Este fue el origen de la práctica, que continúa hasta el día de hoy, según la cual los miembros de la Commonwealth se envían altos comisionados en lugar de embajadores entre sí.
El primer alto comisionado oficial fue Alexander Tilloch Galt, nombrado en 1880. La oficina siguió siendo la más importante en la diplomacia canadiense y siempre estuvo ocupada por personas designadas por políticos en lugar de diplomáticos de carrera, incluso después de que Canadá creara un Ministerio de Relaciones Exteriores en 1909.
A medida que crecía el papel de la alta comisión, necesitaba ampliar sus instalaciones, y el 29 de junio de 1925, el rey Jorge V y la reina María oficiaron en la dedicación de Canada House en Trafalgar Square. Sin embargo, las necesidades de la misión continuaron expandiéndose y Canadá adquirió la antigua embajada estadounidense en Grosvenor Square, renombrándola Macdonald House, en honor al primer primer ministro de Canadá. Macdonald House se inauguró el Día de Canadá (1 de julio) en 1961.

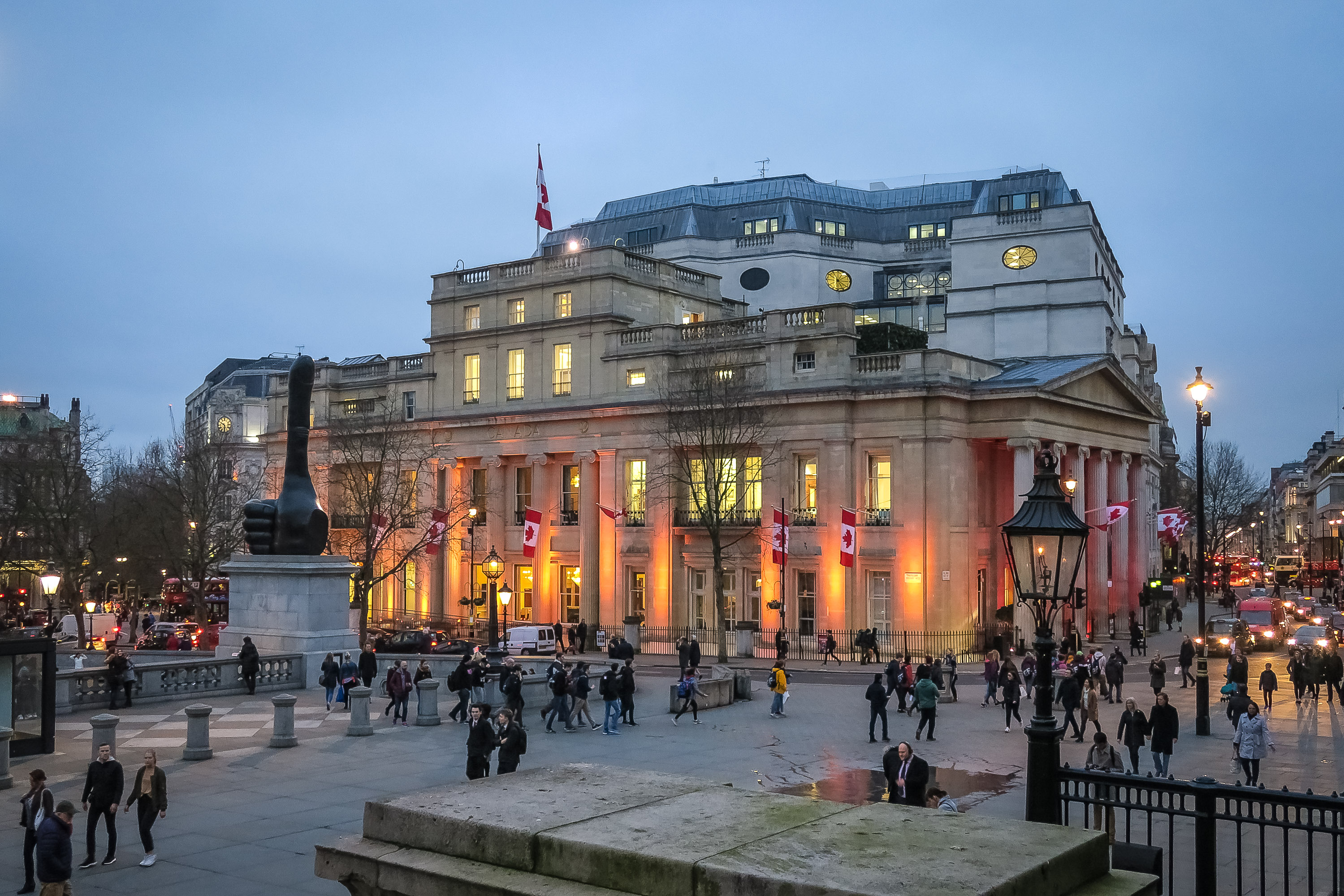
Vista de noche de la Canada House

Canada House fue reformada en 1997-1998. Después de años de funcionamiento desde dos edificios, a mediados de diciembre de 2014, todas las actividades de la Alta Comisión se reagruparon en la Canada House ampliada y totalmente renovada en Trafalgar Square. Para ampliar la histórica Canada House, el gobierno de Canadá había comprado el edificio contiguo en 2-3-4 Cockspur Street, originalmente construido como la oficina central británica de Sunlife Assurance Company of Canada en 1927. Es notable que el edificio Sunlife se haya construido para que coincida con la arquitectura de Canada House. Por eso, desde el exterior, parece que el edificio se construyó desde el principio como una extensión de Canada House, aunque no es el caso.

## Lista de jefes de misión
| Representante del primer ministro / Comisionado financiero del Dominio de Canadá | Inicio | Fin  |
| -------------------------------------------------------------------------------- | ------ | ---- |
| Sir John Rose, primer baronet                                                    | 1869   | 1880 |
| Agente general                                                                   | Inicio | Fin  |
| Edward Jenkins                                                                   | 1874   | 1876 |
| William Annand                                                                   | 1876   | 1878 |
| Alto Comisionado                                                                 | Inicio | Fin  |
| El Excmo. Sir Alexander Tilloch Galt                                             | 1880   | 1883 |
| El Rt. Hon. Sir Charles Tupper                                                   | 1883   | 1896 |
| El Rt. Hon. Donald Alexander Smith, primer barón Strathcona y Mount Royal        | 1896   | 1914 |
| El Rt. Hon. Sir George Perley                                                    | 1914   | 1922 |
| El Excmo. Peter C. Larkin                                                        | 1922   | 1930 |
| Lucien Turcotte Pacaud (en funciones )                                           | 1930   | 1930 |
| El Excmo. Howard Ferguson                                                        | 1930   | 1935 |
| El Rt. Hon. Vincent Massey                                                       | 1935   | 1946 |
| Norman Robertson                                                                 | 1946   | 1949 |
| L. Dana Wilgress                                                                 | 1949   | 1952 |
| Norman Robertson (segunda vez)                                                   | 1952   | 1957 |
| El Excmo. George Drew                                                            | 1957   | 1964 |
| El Excmo. Lionel Chevrier                                                        | 1964   | 1967 |
| Charles Ritchie                                                                  | 1967   | 1971 |
| Jake Warren                                                                      | 1971   | 1974 |
| El Rt. Hon. Paul Martin Sr.                                                      | 1974   | 1979 |
| Jean Casselman Wadds                                                             | 1979   | 1983 |
| El Excmo. Donald Jamieson                                                        | 1983   | 1985 |
| El Excmo. Roy McMurtry                                                           | 1985   | 1988 |
| El Excmo. Donald Stovel Macdonald                                                | 1988   | 1991 |
| Fredrik S. Eaton                                                                 | 1991   | 1994 |
| El Excmo. Royce Frith                                                            | 1994   | 1996 |
| El Excmo. Roy MacLaren                                                           | 1996   | 2000 |
| Jeremy Kinsman                                                                   | 2000   | 2002 |
| Mel Cappe                                                                        | 2002   | 2006 |
| James R. Wright                                                                  | 2006   | 2011 |
| Gordon Campbell                                                                  | 2011   | 2016 |
| Janice Charette                                                                  | 2016   | 2021 |
| Stefanie Beck (actualidad)                                                       | 2021   |      |

## Galería

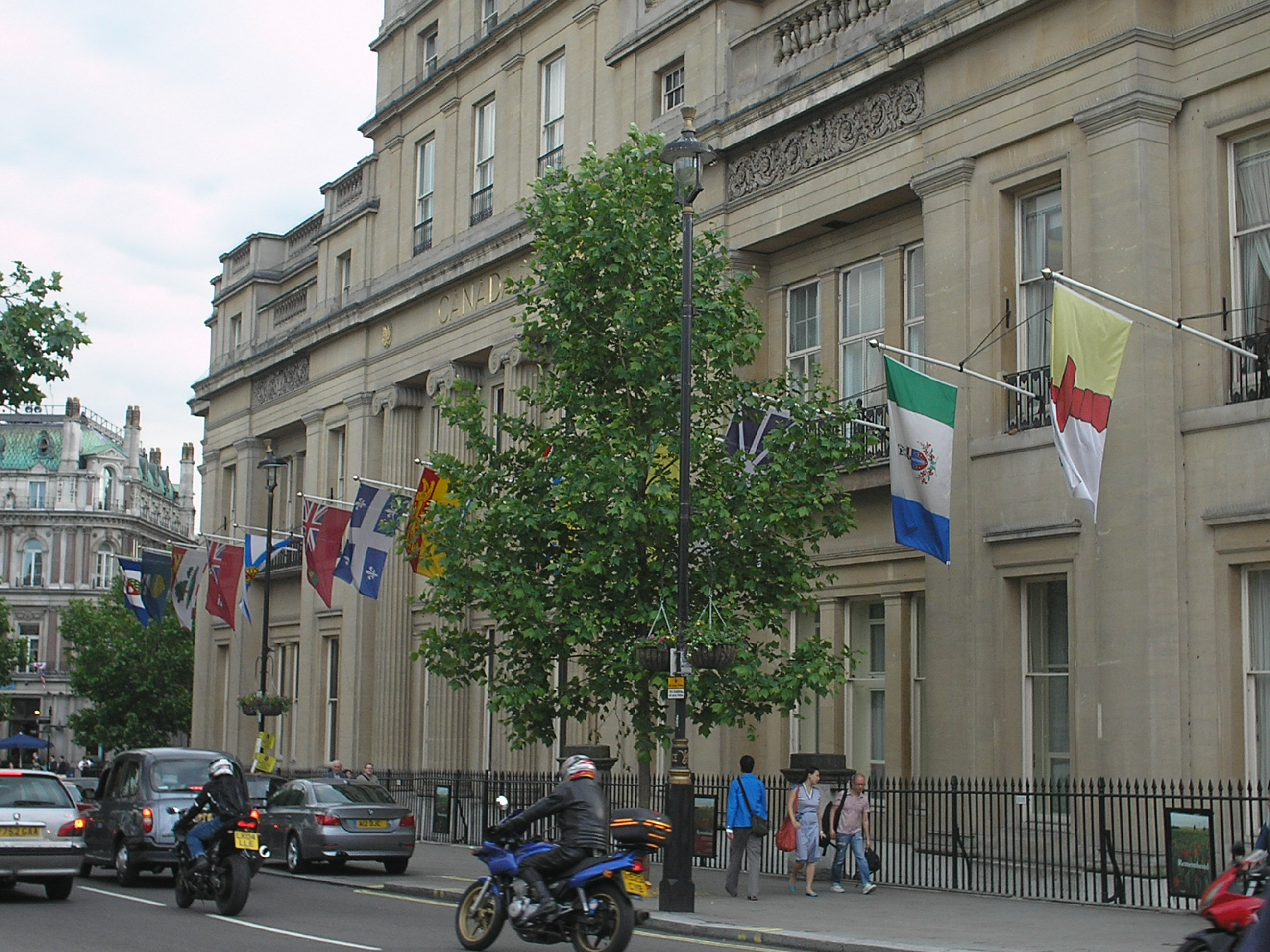
Canada House en Trafalgar Square
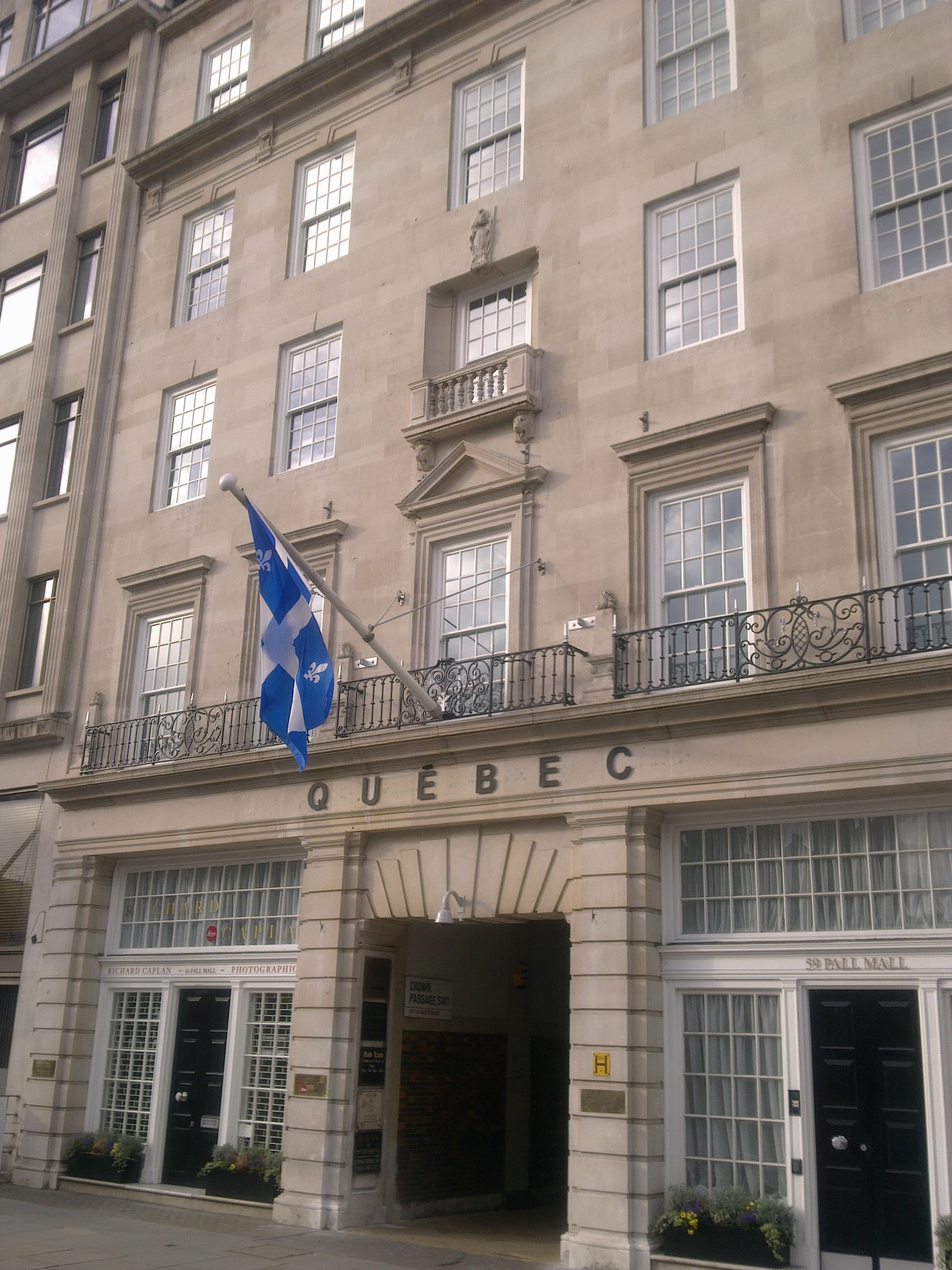
Oficina del gobierno de Quebec en 59 Pall Mall